# Allochernes wideri
Allochernes wideri ist eine Art der Pseudoskorpione und in Europa bis Westasien verbreitet.

## Merkmale
Die Körperlänge beträgt 2,2–2,5 mm. Die Art besitzt keine Augen. Die Pedipalpen und das Prosoma sind rötlich-braun gefärbt, das Opisthosoma gelblich-braun. Das Prosoma ist etwas länger als breit, grob gekörnt und mit zwei tiefen Querfurchen versehen, von denen sich die hintere nahe am Hinterende des Prosomas befindet. Die Rückensegmente sind in der Mitte angedeutet gekerbt mit 10 bis 12 Haaren pro Halbseite am Hinterrand. Die Haare sind kurz und etwas keulig verdickt.

## Verbreitung und Lebensraum
In fast ganz Europa. Häufige Fundorte sind beispielsweise Großbritannien, der Süden Schwedens und Norwegens oder Frankreich. Auch aus Deutschland und der Schweiz ist die Art gut bekannt. Östlich ist die Art bis in den Kaukasus und Iran verbreitet. Ob die Funde in Indien natürlichen Ursprungs sind oder auf Verschleppungen zurückzuführen sind, ist nicht bekannt.
Die Art findet sich meist unter lockerer Rinde, oft von toten, morschen Bäumen in den frühen Phasen des Zerfalls. Dagegen lebt der Pseudoskorpion Larca lata in Totholz späterer Zerfallsphasen. Allochernes wideri zeigt eine Präferenz für Eichen, kommt aber auch an Buchen, Ulmen und anderen Bäumen vor. Darüber hinaus findet sich die Art im Bodenmulm sowie in Vogel- und Ameisennestern. Kann in gelagertem Getreide sehr häufig sein.

## Taxonomie
Die Art wurde 1843 von Carl Ludwig Koch unter dem Namen Chelifer wideri erstbeschrieben. Das Typusexemplar stammt aus Erlangen. Neben der Nominatform Allochernes wideri wideri werden noch die Unterarten Allochernes wideri phaleratus (Simon, 1879) und Allochernes wideri transcaucasicus Kobakhidze, 1964 unterschieden.